# Cupid's Chokehold
«Cupid's Chokehold» —en español: «Estrangulamiento de Cupido»— es un sencillo realizado por Gym Class Heroes, con Patrick Stump de Fall Out Boy. La canción depende en gran medida de la música y el estribillo de la exitosa canción de Supertramp «Breakfast in America» escrito por Roger Hodgson. Alcanzó el puesto #4 en Billboard Hot 100, #1 en la lista Billboard Mainstream Top 40, #3 en UK Singles Chart y #3 en Canadian Hot 100.
Fue lanzado en 2005 en The Papercut Chronicles, y fue grabado para su álbum As Cruel as School Children (que fue lanzado el 4 de noviembre de 2006 con «Cupid's Chokehold» como una pista adicional). Hay dos videos musicales para esta canción, uno para cada versión.
La segunda versión incluye coros femeninos, que no están incluidos en la versión uno. La segunda versión del video contiene las voces de apoyo del primer video. Sin embargo, la voz femenina se integra en el coro detrás de la voz de Patrick Stump. La canción ha aparecido en Discover and Download y en Total Request Live.
Se produjeron varias versiones. El más común tiene el tempo lento y las voces de acompañamiento femeninas, mientras que el otro tiene un ritmo más rápido y Patrick Stump hace la voz de acompañamiento, junto con Rand Bellavia (de Ookla the Mok).
La canción ganó un premio ASCAP el 9 de abril de 2008 por ser una de las canciones más tocadas en el repertorio de ASCAP desde finales de 2006 hasta finales de 2007. A partir de septiembre de 2011, la canción ha vendido 1,936,000 descargas digitales.

## Videos musicales

### Versión deThe Papercut Chronicles
La primera versión del video de «Cupid's Chokehold» dirigida por Andrew Paul Bowser para el álbum The Papercut Chronicles cuenta con MC Travis McCoy trabajando en una fábrica de juguetes. Mientras trabaja, tropieza con un «prototipo de juguete» que resulta ser una muñeca de tamaño natural. La muñeca actúa como la novia de Travis en el video y cumple con todos sus deseos.
Sin embargo, eventualmente se cansa de ser explotada y lo expresa en una escena humorística donde los dos están jugando Scrabble (ella explica las palabras «krush», «kill» y «destroy»). La muñeca comienza a funcionar mal, y Travis no tiene más remedio que destruirla. Él la empuja de un puente, y ella parece estar muerta.
Al final del video, ella es despertada por Patrick Stump, que también parece ser un robot. Los dos se enamoran y caminan por el camino juntos. Musicalmente, esta versión tiene la palabra Girlfriend repetida constantemente en el fondo no se encuentra en otras versiones de la canción exclusiva para el video.

### Versión deAs Cruel as School Children
La segunda versión del «Cupid's Chokehold» es el video oficial dirigido por Alan Ferguson para el álbum As Cruel as School Children y es una interpretación más literal de las letras de la canción. La segunda versión es más ampliamente reconocida porque las redes de música como MTV y VH1 reproducen esta versión en lugar de la original, y porque el original no aparece en iTunes. El video comienza con un Cupido de baile (interpretado por Princetón), que dispara a Travis con una flecha de amor mientras pasa a una chica, retratada por la actriz, la cantante Porscha Coleman. Patrick Stump puede ser visto viendo detrás de un periódico como esto sucede.
Los dos están locamente enamorados al principio, pero a medida que el video avanza, los dos comienzan a pelear, y su relación termina cuando la novia de Travis se acerca a él ya sus amigos jugando. Cupido intenta por segunda vez conseguir a Travis en una relación. Esta vez, la novia de Travis está involucrada más románticamente con Travis, pero se pone cada vez más enojada cuando invita a sus amigos a una fiesta que sus padres están organizando. La relación termina cuando Travis llega a casa para encontrar a su novia encima de un hombre enmascarado en una posición comprometedora. Él procede a golpear al individuo.
La relación final de Travis es con uno de sus fanes en la audiencia en una de las actuaciones de la banda (interpretada por la entonces novia de Travis, Katy Perry). Al principio, se acercó a él cuando estaban en un bar. Esta vez la relación funciona, y Cupido no tiene que disparar a McCoy con una flecha a pesar de que está preparado para al principio. Sin embargo, Cupido se dispara con una flecha por una mujer Cupido, y el video se cierra con los dos bailando junto con Travis y Katy mirando desde el frente. (Cupido también baila varias veces antes del final).
En esta versión del video musical, cuando Travis y sus amigos están interrumpiendo la fiesta de su novia, McCoy golpea una pequeña parte de «Wejusfreestylin Pt. 2» de The Papercut Chronicles.

## Posicionamiento en listas
| Listas (2005–2007)                          | Mejor posición |
| ------------------------------------------- | -------------- |
| Alemania (Offizielle Deutsche Charts)       | 45             |
| Australia (ARIA)                            | 14             |
| Austria (Ö3 Austria Top 40)                 | 42             |
| Bélgica (Flandes) (Ultratip Bubbling Under) | 7              |
| Canadá (Canadian Hot 100)                   | 3              |
| Dinamarca (Tracklisten)                     | 34             |
| Eslovaquia (Rádio Top 100)                  | 48             |
| Estados Unidos (Billboard Hot 100)          | 4              |
| Estados Unidos (Adult Top 40)               | 18             |
| Estados Unidos (Mainstream Top 40)          | 1              |
| Finlandia (OFC)                             | 9              |
| Irlanda (IRMA)                              | 3              |
| Italia (FIMI)                               | 12             |
| Nueva Zelanda (Recorded Music NZ)           | 6              |
| Países Bajos (Dutch Top 40)                 | 8              |
| Reino Unido (UK Singles Chart)              | 3              |
| República Checa (Rádio Top 100)             | 65             |
| Suecia (Sverigetopplistan)                  | 38             |
| Suiza (Schweizer Hitparade)                 | 34             |

## Historial de lanzamientos
| Formato(s)                            | Fecha de lanzamiento   |
| ------------------------------------- | ---------------------- |
| Estados Unidos (lanzamiento original) | Marzo de 2005          |
| Estados Unidos (re-relanzamiento)     | 7 de noviembre de 2006 |
| Francia                               | 30 de abril de 2007    |
| Reino Unido                           | 7 de mayo de 2007      |